# Баландин, Владислав Фёдорович
Владислав Фёдорович Баландин (29 сентября 1928 — 20 ноября 1997) — советский актёр театра и кино, заслуженный артист РСФСР (1976).

## Биография
Родился 29 сентября 1928 года. Дебютировал в кино в 1956 году в фильме Александра Роу «Драгоценный подарок».
В 1970-х годах был актёром Московского областного театра им. А. Н. Островского.
Умер в ноябре 1997 года. Похоронен на Ваганьковском кладбище (участок № 28).

## Награды
- Заслуженный артист РСФСР (1976).

## Фильмография

### Актёр
1. 1956 — Драгоценный подарок — влюбленный на скамейке
2. 1957 — Во власти золота — Василий Петрович (в титрах С. Баландин)
3. 1957—1958 — Тихий Дон — белый офицер (нет в титрах)
4. 1958 — Хождение за три моря — тверской купец
5. 1959 — В степной тиши — Федя
6. 1960 — Испытательный срок — Бармашов, сотрудник УГРО
7. 1960 — Трижды воскресший — милиционер
8. 1963 — Понедельник — день тяжелый — Пётр Иванович
9. 1963 — Сорок минут до рассвета — Григорий Бандура
10. 1968 — Деревенский детектив — Рафаил
11. 1968 — Орлята Чапая — Ожогин
12. 1969 — Варвара-краса, длинная коса — эпизод
13. 1975 — Это мы не проходили — муж учительницы
14. 1978 — Подарок чёрного колдуна — старец, оборотень
15. 1987 — Прощай, шпана замоскворецкая… — эпизод (в титрах — А. Баландин)
16. 1990 — Бурса
17. 1996 — Клубничка — третий мужчина (70-я серия «Брачное объявление»); Зосима Тимофеевич (89-я серия «Сюрприз для Маши»)
18. 1996 — Королева Марго — эпизод (нет в титрах)

### Озвучивание
1. 1959 — Король Шумавы — Бурдишка (роль Владимира Меншика)
2. 1967 — Скоро придёт весна — Савил (роль Карло Саканделидзе)
3. 1968 — Всадники революции — Санат Талипов (роль Тугана Реджиметова)
4. 1968 — Именем закона — Муртуз Муртузов (роль Мустафы Марданова)
5. 1968 — Люди в солдатских шинелях — Лоог (роль Калью Комиссаров)
6. 1969 — Возвращайся с солнцем — Сорокин (роль А. Милютина)
7. 1973 — Затянувшаяся расплата (Zanjeer; Индия)
8. 1974 — Страницы жизни (новелла «Соперники», Rəqiblər) — Фазиль (роль Ф. Салаева)
9. 1975 — Школа господина Мауруса — Войтинский (роль К. Кийска)
10. 1976 — Маречек, подайте мне ручку! (чеш. Marečku, podejte mi pero!; Чехословакия)
11. 1976 — Охота за браконьером — лавочник (роль Энна Клоорена)
12. 1977 — Соль и хлеб (новелла «Хлеб»; роль У. Асылбекова)
13. 1978 — Зимний отпуск (Naine kutab sauna; Таллинфильм) — Тахкур (роль Энна Клоорена)
14. 1981 — Утренние всадники — Сухан (роль Мереда Атаханова)
15. 1990 — Славные парни (англ. Goodfellas; США) — Пол Сисеро (роль Пола Сорвино)